# Apanteles coedicius
Apanteles coedicius är en stekelart som beskrevs av Nixon 1965. Apanteles coedicius ingår i släktet Apanteles och familjen bracksteklar. Inga underarter finns listade i Catalogue of Life.